# Chrysops tarimi
Chrysops tarimi är en tvåvingeart som beskrevs av Olsufjev 1979. Chrysops tarimi ingår i släktet Chrysops och familjen bromsar. Inga underarter finns listade i Catalogue of Life.